# 湯上剛輝
湯上 剛輝（ゆがみ まさてる、1993年4月14日 - ）は、滋賀県甲賀市出身の男子陸上競技選手。専門は円盤投。自己ベストは64m48（日本記録・世界ろう記録）。身長183cm。

## 経歴
生まれて間もなく先天性難聴と診断され、小学6年時に人工内耳の埋め込み手術を受ける。滋賀県立守山高等学校で陸上競技の投てき種目を始め、中京大学時代に円盤投げで頭角を現す。トヨタ自動車入社後、2017年のサムスンデフリンピックで代表入りし、55m58で銀メダルを獲得する。
2018年6月の第102回日本陸上競技選手権大会円盤投の3投目で、日本人として史上初めての61メートル台となる61m02の日本新記録を樹立、更に4投目で62m03、5投目でも62m16と立て続けに日本記録を更新した。日本の円盤投は、川崎清貴が60m22を記録してから長く停滞の時代に入り、日本記録の更新は堤雄司が2017年に60m37を記録するまで約40年かかった。湯上はこの堤の日本記録を1年かからずに更新した（なお、2020年3月にその堤に再度更新されている）。この記録は世界ろう記録でもある。第18回アジア競技大会日本代表に初選出され、57m62で6位入賞。
2025年4月26日、オクラホマ・スロー・チャレンジで5年ぶりの日本新記録となる64m48をマークした。同年5月29日、陸上アジア選手権で銀メダルを獲得。日本勢では同種目34年ぶりのメダルとなった。11月開催予定の東京デフリンピックの日本代表に選出されている。